# Auguste Vinchon
Pour les articles homonymes, voir Vinchon.
Auguste Jean Baptiste Vinchon, né à Paris le 5 août 1789 et mort à Bad Ems (duché de Nassau) le 16 août 1855, est un peintre français.

## Biographie

### Formation
Auguste Vinchon se forme auprès de Giocchino Serangeliet de Jacques-Louis David. Il obtient le grand prix de Rome en 1814 avec un tableau consacré à Diagoras porté en triomphe par ses fils. Il séjourne à l'Académie de France à Rome entre 1816 et 1818.

### Carrière
À son retour d'Italie, il se spécialise dans la peinture de décor muraux, en particulier à fresques. Il expose à plusieurs reprises au Salon entre 1822 et 1855. 
Selon plusieurs sources, il est également directeur d'une imprimerie à Paris.

### Vie privée
Il est le père du peintre René Antoine Vinchon, né en 1835, qu'il forme. 
Auguste Vinchon est enterré à Paris au cimetière du Père-Lachaise (37e division).

## Œuvres

### Décors muraux
Parmi ses réalisations notables figurent les décors de la chapelle saint Maurice (aujourd'hui dédiée à sainte Jeanne d'Arc) de l'église Saint-Sulpice à Paris, représentant Saint Maurice et ses compagnons massacrés par l'armée romaine et Saint Maurice, saint Candide et saint Exupère refusant de sacrifier aux faux dieux. Il exécute également un Christ mort pour l'église Saint-Paul à Paris. Il a peint la voûte du Palais Brongniart en grisailles.
Entre 1833 et 1835, il peint Boissy d'Anglas à la séance du 1er prairial an III dans le cadre d'un concours pour la décoration de la salle des séances de la nouvelle Chambre des Députés, au Palais Bourbon, mais le tableau ne sera jamais exposé au parlement. La peinture orne aujourd'hui la salle des mariages de l'hôtel de ville d'Annonay, qui l'a acquise en 1838.

### Œuvres dans le collections publiques
Le musée des Beaux-Arts de Tours conserve un important fonds de peintures, de dessins et d'esquisses de l'artiste. 
- Amiens, musée de Picardie, Jeune fille grecque implorant Dieu de la sauver des intentions amoureuses d'un riche Turc[3]
- Orléans, musée des Beaux-Arts: Jeanne d’Arc blessée au moment où elle fait flotter son étendard sur le fort des Tourelles, Salon de 1824, huile sur toile, 353 x 276 cm. Œuvre aujourd'hui disparue et probablement brûlée dans l’incendie du musée en juin 1940[10].
- Vizille, musée de la Révolution française : Son immense tableau exécuté en 1853 Les Enrôlements volontaires du 22 juillet 1792, 1853[11].

Œuvres d'Auguste Vinchon
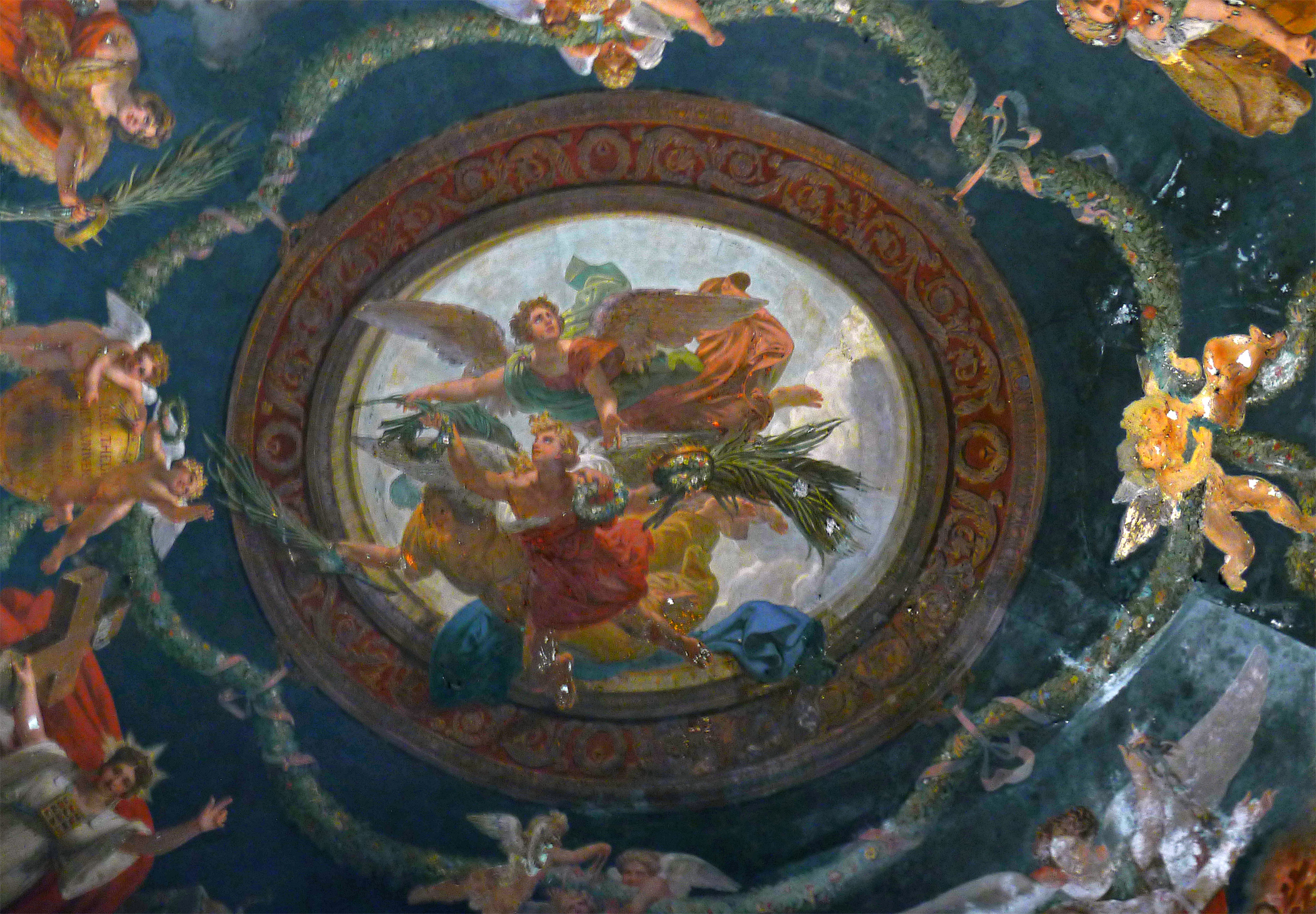
Anges préparant l'Apothéose de saint Maurice (1824), Paris, église Saint-Sulpice.
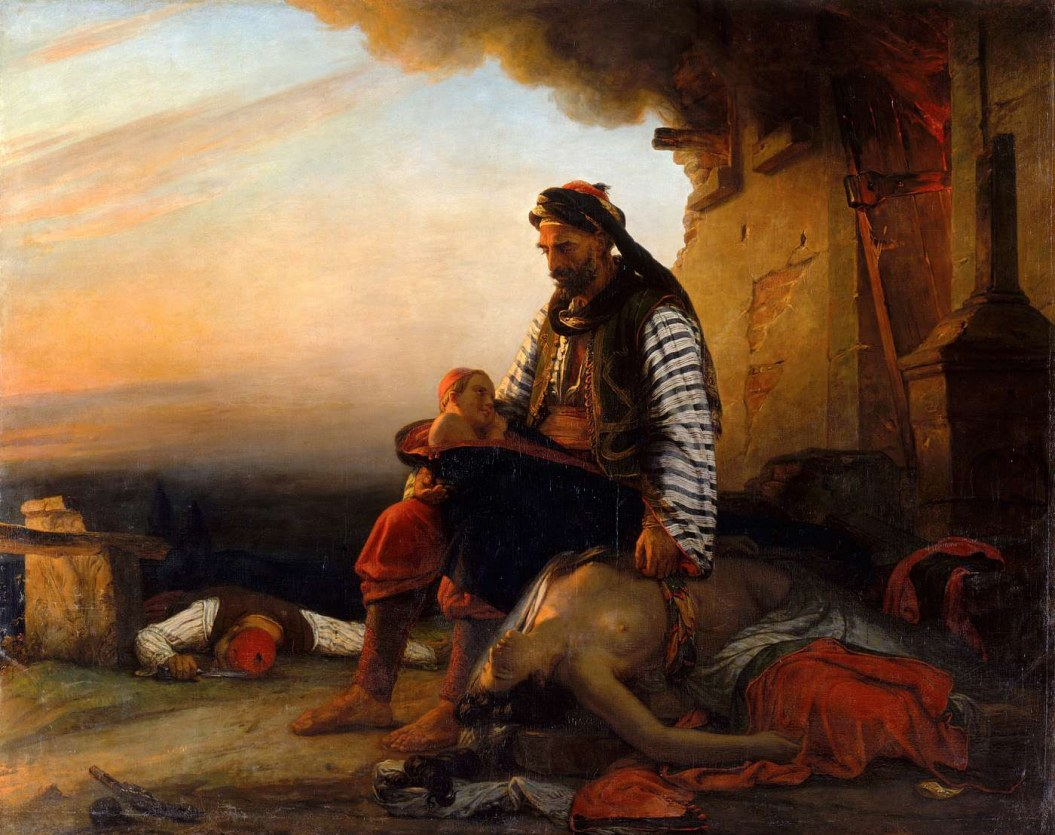
Sujet grec moderne après le massacre de Samothrace (avant 1827), Paris, musée du Louvre.
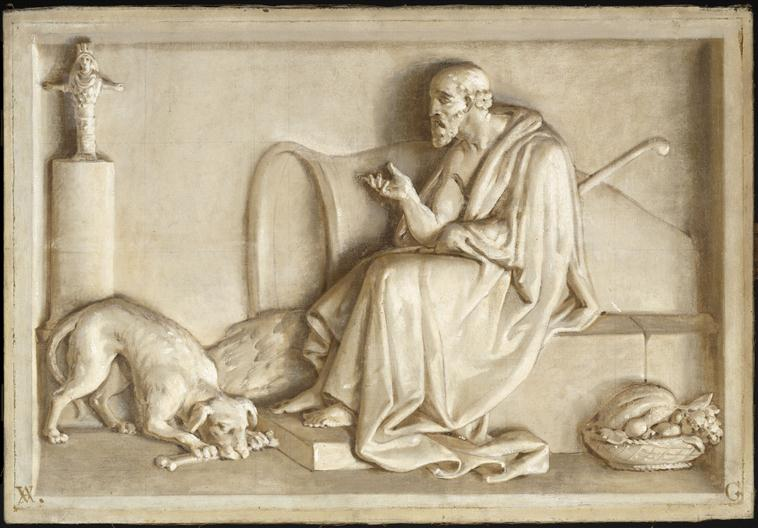
Philosophe cynique (1827) en collaboration avec Nicolas Gosse, Paris, musée du Louvre.
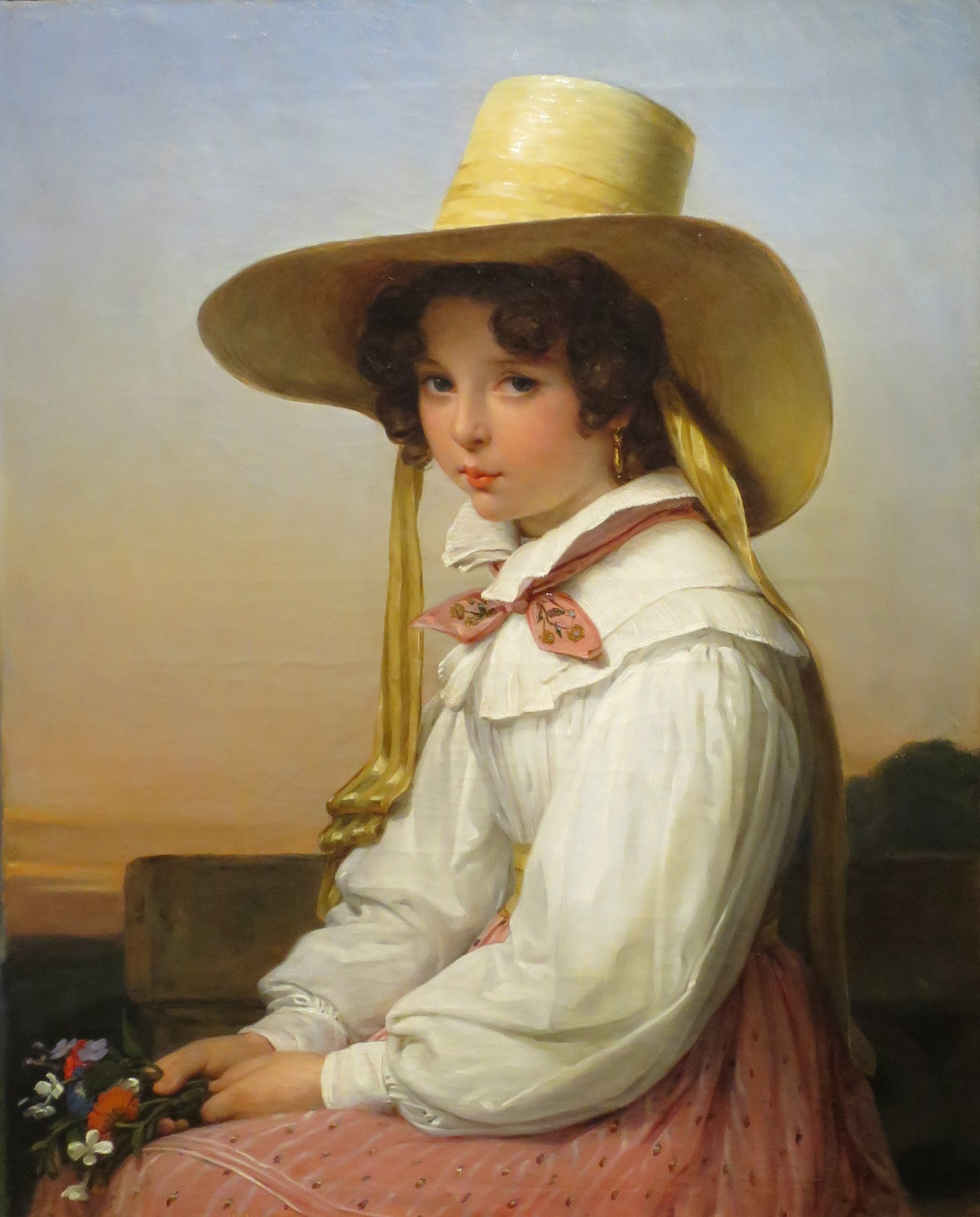
Portrait de Nency Destouches (1829), Atlanta, High Museum of Art.